# جيمس فريزر باركر
جيمس فريزر باركر (بالإنجليزية: James Frazier Barker)‏ هو مهندس معماري أمريكي، ولد في 1 مايو 1947 في كينغسبورت في الولايات المتحدة.

## وصلات خارجية
- جيمس فريزر باركر على موقع إن إن دي بي (الإنجليزية)